# Dietro la porta (romanzo)
Dietro la porta è un romanzo di Giorgio Bassani del 1964. È il quarto libro del ciclo Il romanzo di Ferrara.

## Trama
Il narratore protagonista, un ragazzo ebreo di Ferrara, vive con disagio il passaggio dalla V ginnasio alla I liceo classico, soprattutto perché è stato separato dal suo vecchio compagno di banco Otello Forti, bocciato e perciò trasferitosi in un collegio di Padova. Come nuovo compagno gli viene assegnato Carlo Cattolica, il più bravo della classe, col quale non riesce mai a entrare realmente in confidenza.
Dopo le vacanze di Natale si aggrega alla classe un nuovo ragazzo, Luciano Pulga, proveniente da un liceo di Bologna. Il protagonista, anche se trova che il suo aspetto sia repellente, ne è incuriosito ed anche un po' impietosito, così lo aiuta a procurarsi i nuovi libri di scuola e lo invita a casa sua, un grande appartamento in un palazzo storico del centro di Ferrara. Luciano, che abita temporaneamente con la sua famiglia in un albergo di malaffare, vi ritorna quasi tutti i giorni per fare i compiti, studiare e approfittare delle sontuose merende che la padrona di casa prepara ai due ragazzi.
Un giorno, il protagonista chiede a Luciano come si è sistemato nel suo nuovo alloggio in periferia; questi, dopo aver inveito in modo del tutto inaspettato contro il proprio padre, mette a disagio il suo compagno di studi parlando di particolari piccanti sull'albergo in cui stava in precedenza, di masturbazione e finendo col mostrargli il pene per confrontarlo con uno circonciso.
Il protagonista si ammala poi di tonsillite e deve assentarsi da scuola per parecchi giorni. Al ritorno, nota un certo cambiamento nell'atteggiamento di Luciano verso di lui: gli sembra di essere calato nella considerazione del ragazzo bolognese. Ha invece la sensazione che Cattolica voglia avere un rapporto più amichevole: è proprio quest'ultimo a metterlo in guardia sulla meschinità di Pulga, e lo invita una sera a casa sua, presenti anche i loro compagni Baldini e Grassi, per coglierlo in flagrante.
Si giunge così al momento che dovrebbe svergognare Luciano: appostato dietro a una porta di casa Cattolica, il narratore ascolta Luciano sparlare dei compagni di classe, lui incluso; non ha però cuore a palesarsi e se ne va di nascosto. Il giorno dopo, egli chiede di cambiare posto nell'aula scolastica, prendendo quello di Luciano che va così a sedersi accanto a Cattolica.
Durante le vacanze estive, mentre il narratore è al mare a Cesenatico con la sua famiglia, Luciano va a trovarlo nel suo luogo di villeggiatura. Gli annuncia che l'anno successivo avrebbe traslocato a Bologna per la professione del padre medico e gli chiede il vero motivo per cui il loro rapporto di amicizia si sarebbe incrinato. Il narratore però non riesce a parlare in modo schietto e lascia cadere quest'ultima occasione di mettere le cose in chiaro.

## Personaggi
- Io narrante: ragazzo sedicenne di cui non viene detto il nome, appartenente ad una famiglia della borghesia ebraica di Ferrara. Suo padre è un medico che non esercita la professione, preferendo occuparsi della gestione del suo patrimonio. Il fatto che alla fine  della V ginnasio nell'anno 1929 sia stato rimandato in matematica suggerisce che si tratti dello stesso protagonista de Il giardino dei Finzi-Contini.
- Otello Forti: vecchio amico e compagno di classe del protagonista fino alla V ginnasio.
- Carlo Cattolica: nuovo compagno di banco del protagonista, che surclassa in tutte le materie tranne che in italiano. È il figlio unico di un ingegnere e di una professoressa di matematica ed è fidanzato con una ragazza di Bondeno. Si trasferisce poi a Torino per la professione del padre.
- Luciano Pulga: compagno di classe del protagonista. È figlio di un medico originario di Lizzano in Belvedere, che si trasferisce a Ferrara perché ha accettato una condotta a Coronella. Fisicamente è esile, ha occhi azzurri, capelli biondi e naso adunco.
- Grassi e Boldini: compagni di classe, della combriccola di Cattolica.

## Edizioni
- Dietro la porta, Collana Supercoralli, Einaudi, 1964.
- in Il romanzo di Ferrara, Mondadori, Milano, I ed. 1974.
- in Il romanzo di Ferrara, Mondadori, Milano, 1980. [edizione riveduta definitiva]
- in Il romanzo di Ferrara. Libro quarto. Dietro la porta, Collana Scrittori italiani e stranieri, Mondadori, Milano, 1984
- in Il romanzo di Ferrara. Libro quarto. Dietro la porta, Collana Oscar n.1805, Mondadori, Milano, 1985; Collana Oscar Scrittori del Novecento Narrativa  726, Mondadori, 1993, ISBN 88-04-41139-2
- in il romanzo di Ferrara, 2 voll. Collana Oscar Narrativa n.1133, Mondadori, Milano, 1990 ISBN 88-04-34345-1
- in Opere, a cura e con un saggio di Roberto Cotroneo, Collana I Meridiani, Mondadori, 1998 ISBN 978-88-04-42261-7
- in Il romanzo di Ferrara, a cura di Cristiano Spila, Collezione Le Comete, Feltrinelli, Milano, 2012, ISBN 978-88-07-53023-4.
- Dietro la porta, Collana Universale economica 8011, Feltrinelli, Milano, ISBN 978-88-07-88011-7